# Zespół EEC
Zespół EEC (ektrodaktylia, dysplazja ektodermalna, rozszczep wargi i podniebienia, ang. Ectrodactyly-Ectodermal Dysplasia-Clefting (EEC) Syndrome) – zespół wad wrodzonych, charakteryzujący się triadą wad: ektrodaktylią, dysplazją ektodermalną i rozszczepami w obrębie twarzy (wargi, podniebienia). Inne, spotykane u pacjentów z zespołem EEC wady, to odpływ pęcherzowo-moczowodowy, atrezja przewodu łzowego, hipopigmentacja skóry i włosów, nieprawidłowości uzębienia, hipoplazja szkliwa, fotofobia, wady nerek, przewodzeniowa utrata słuchu, Niekiedy występuje upośledzenie umysłowe.
W około 50% przypadków zespół występuje rodzinnie. W pozostałych 50% do mutacji dochodzi de novo (przypadki sporadyczne).
Za fenotyp zespołu EEC odpowiadają mutacje w jednym z przynajmniej trzech loci genowych:
- EEC1 (7q11.2-q21.3)
- EEC2 (region pericentromeryczny chromosomu 19)
- EEC3 (3q27).